# Филиберт Савойский-Генуэзский
Филибе́рт Саво́йский-Генуэ́зский (итал. Filiberto di Savoia-Genova), или Филиберт Людовик Максимилиан Эммануил Мария Савойский-Генуэзский (итал. Filiberto Lodovico Massimiliano Emanuele Maria di Savoia-Genova; 10 марта 1895, Турин, Итальянское королевство — 7 сентября 1990, Лозанна, Швейцария) — герцог Пистойский, 4-й герцог Генуэзский в 1963—1990 годах. Представитель Генуэзской ветви Савойского дома. Сын Томмазо, герцога Генуэзского и Изабеллы, принцессы Баварской. Генерал и сенатор Итальянского королевства.

## Биография

### Ранние годы
Принц Филиберто Лодовико Массимилиано Эмануэле Мария родился в Турине 10 марта 1895 года. Он был вторым сыном и вторым ребёнком в семье принца Томмазо Альберто Витторио, 2-го герцога Генуэзского и принцессы Изабеллы Марии Елизаветы Баварской, дочери принца Адальберта Баварского.  22 сентября 1904 года король Витторио Эмануэле III присвоил ему личный титул герцога Пистойского.

### Военная карьера
Во время Первой мировой войны в составе 1-го Ниццского кавалерийского полка герцог участвовал в боях при Монфальконе и Изонцо. 4 ноября 1918 года, с эскадроном своего полка, одним из первых вошёл в город Тренто в Южном Тироле. После войны перенёс свою резиденцию в Больцано, чтобы усилить чувство национального единства среди местного населения.
В 1929 году ему было присвоено звание полковника. В 1932 — 1933 годах командовал 232-м пехотным полком, в 1933 — 1934 годах — 11-й пехотной бригадой. В 1934 году получил звание бригадного генерала. В 1935 году в Эфиопии был назначен главнокомандующим 1-го дивизиона чернорубашечников «23 марта» Добровольной милиции национальной безопасности. В 1936 году ему было присвоено звание генерал-майора. В 1937 — 1938 годах — командующий генерал 11 пехотной дивизии «Бреннер», в 1938 — 1939 годах — альпийской группы войск, в 1940 году — 7-й армии. В 1942 году он был назначен инспектором мобильной группы войск.
Участвовал во Второй итало-эфиопской войне. Его дивизион первым поднял флаг Итальянского королевства над горой Амба-Арадом. За это герцог Пистойский получил серебряную медаль «За воинскую доблесть» и военный орден Савойи.
Во время фашистской эры Органом надзора за антигосударственными проявлениями на него было открыто досье из-за предполагаемого гомосексуализма. Несмотря на то, что был сторонником Бенито Муссолини, старался не участвовать в политике и жизни двора.

### Личная жизнь
В Турине 30 апреля 1928 года принц Филиберто Савойский-Генуэзский, герцог Пистойский сочетался браком с Лидией фон Аренберг (1.04.1905 — 23.07.1977), дочери Энгельберта-Марии фон Аренберга, 9-го герцога фон Аренберга. Детей в браке не было.

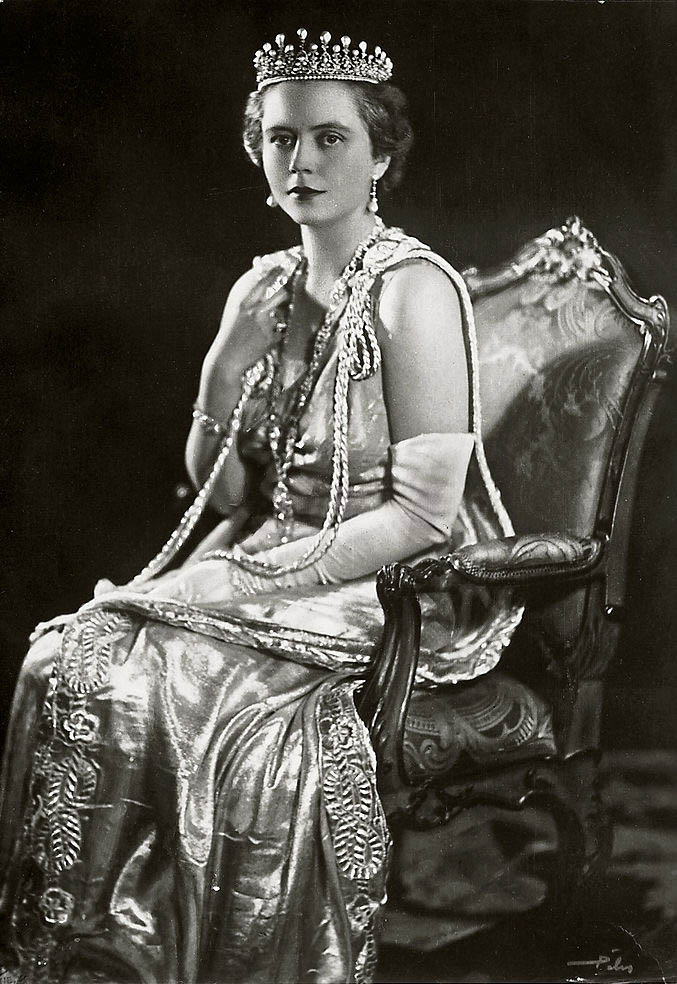
Жена - Лидия Савойская-Генуэзская, урожд. Аренберг. 1950

### Кандидат в короли
В 1941 году, когда Анте Павелич предложил Савойскому дому трон независимого государства Хорватия, король Витторио Эмануэле III должен был выбрать кандидата на трон из Аостской или Генуэзской ветвей династии.
Он исключил кандидатуры Амедео Савойского-Аостского, так, как тот находился в британском плену, Витторио Эмануэле Савойского-Аостского и Фердинандо Савойского-Генуэзского, так, как оба уже были в преклонных годах, женаты и бездетны. Выбор короля остановился на двух молодых женатых принцах — Аймоне Савойском-Аостском, герцоге Сполетском и Филиберто Савойском-Генуэзском, герцоге Пистойском. Хорватским королём под именем Томислава II стал герцог Сполетский.
Во время Второй мировой войны после оккупации Ниццы в 1942 году фашистское правительство решило восстановить древнее графство Ниццское, правителем которого должен был стать герцог Пистойский. Проект так и не был реализован.

### Поздние годы
В 1946 году, после упразднения монархии в Италии, герцог Пистойский переехал в Лозанну в Швейцарии, где у его жены была частная собственность. Через несколько лет супруги разошлись. Герцог вернулся в Италию. В течение тридцати лет он жил вместе с младшим братом, герцогом Бергамским в отеле «Лигуре» площади Карло Феличе в Турине. В 1963 году, после смерти старшего брата, который умер, не оставив наследников, герцог Пистойский принял титул герцога Генуэзского.
В 1981 году, после закрытия отеля «Лигуре», он переехал в отель «Конкорде» на улице вия Лаграндже. Затем переехал в Лозанну и поселился в доме, который ему достался по завещанию от бывшей супруги, которая умерла в 1977 году.
Всю свою жизнь герцог не пользовался особым уважением у членов династии. Как-то король Витторио Эмануэле III, в частной беседе с Галеацо Чиано, назвал герцога Пистойского и его младшего брата — герцога Бергамского, имбицилами. Также во время референдума 1946 года министр Королевского двора Лючиферо, Фальконе, в своём дневнике высказался весьма критично об умственных способностях братьев-герцогов, но никак не об их образе жизни, который всегда был скромной и простой.
Принц Филиберто Лодовико Массимилиано Эмануэле Мария Савойский, 4-й герцог Генуэзский умер в Лозанне 7 сентября 1990 года. Его похоронили в фамильном склепе Савойской династии в базилике Суперга.

## Титул и награды
Герцог Генуэзский
Формы обращения
- 10.03.1895 — 22.09.1904 Его Королевское высочество, принц Филиберто Савойский-Генуэзский;
- 22.09.1904 — 24.06.1963 Его Королевское высочество, принц Филиберто Савойский-Генуэзский, герцог Пистойский;
- 24.06.1963 — 7.09.1990 Его Королевское высочество, принц Филиберто Савойский-Генуэзский, герцог Генуэзский[2].

Награды
| - Кавалер Высшего ордена Святейшего Благовещения; - Кавалер Большого креста ордена святых Маврикия и Лазаря; - Кавалер Большого креста ордена Короны Италии; | - Офицер военного ордена Савойи; - Серебряная медаль «За воинскую доблесть»; - Золотая медаль «За воинскую доблесть»; | - Кавалер ордена святого Губерта (Баварское королевство); - Кавалер ордена Чёрного орла (Прусское королевство); - Кавалер ордена Серафимов (Швеция). |  |  |